# ゼリム・コツォイエフ

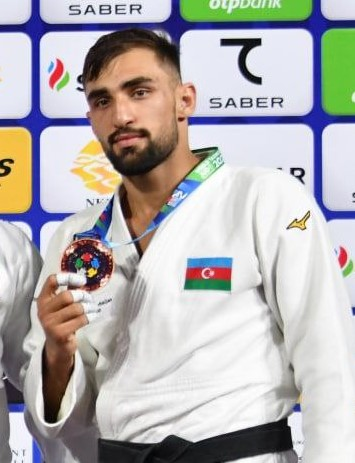

ゼリム・コツォイエフ（Zelym Kotsoiev、1998年8月9日 - ）は、アゼルバイジャンの柔道家。ウクライナ出身。階級は100 kg級。

## 人物
最初はウクライナの選手として活躍しており、2014年のヨーロッパカデ選手権90 kg級で優勝した。2015年にはヨーロッパカデ選手権で2連覇を達成するが、世界カデでは決勝でオランダのシメオン・カタリナに敗れて2位だった。
2016年からはアゼルバイジャンに国籍を変更すると、グランプリ・ウランバートルでIJFワールド柔道ツアー初優勝を飾った。2017年にはユニバーシアードの決勝で日本の飯田健太郎を技ありで破って優勝した。ヨーロッパジュニアでは個人戦と団体戦で2冠を果たした。世界ジュニアでも決勝でロシアのアルマン・アダミアンを技ありで破って優勝した。2019年の世界選手権ではウルフ・アロンにサンボでは使用できる柔道の禁止技蟹挟の片足蟹挟を使用し、反則負けしている。2021年7月に日本武道館で開催された東京オリンピックでは2回戦で敗れた。2022年の世界選手権では3位になった。2023年の世界選手権では準決勝でオリンピックチャンピオンであるチェコのルカシュ・クルパレクにヘッドダイブの反則負けを喫して3位だった。2024年のヨーロッパ選手権では優勝した。世界選手権では決勝でカナダのシャディ・エルナハスを技ありで破って世界選手権初優勝を飾った。続くパリオリンピックでは決勝でジョージアのイリア・スラマニゼと対戦すると、技ありを先取されるも、終了8秒前にスラマニゼにかけ逃げの指導が与えられて反則勝ちを収めて金メダルを獲得した。なお、同じアゼルバイジャンのヒダヤト・ヘイダロフに次いで、同一年に世界選手権とオリンピックを制した男子選手となった。2025年の世界選手権では3位になった。
2014年にはサンボの世界カデット選手権84 kg級でも優勝している。
IJF世界ランキングは1564ポイント獲得で28位（2025年6月2日現在)。

## 主な戦績
90 kg級での戦績
- 2014年 - ヨーロッパカデ選手権　優勝
- 2015年 - ヨーロッパカデ選手権　優勝
- 2015年 - 世界カデ　2位

100 kg級での戦績
- 2016年 - グランプリ・ウランバートル　優勝
- 2017年 - ユニバーシアード　優勝
- 2017年 - ヨーロッパジュニア　個人戦　優勝　団体戦　優勝
- 2017年 - 世界ジュニア　優勝
- 2018年 - グランプリ・アンタルヤ　優勝
- 2018年 - ヨーロッパ選手権　3位
- 2019年 - グランドスラム・デュッセルドルフ　3位
- 2019年 - グランドスラム・バクー　3位
- 2019年 - グランプリ・タシュケント　2位
- 2019年 - グランドスラム・アブダビ　2位
- 2020年 - グランドスラム・デュッセルドルフ　3位
- 2020年 - ヨーロッパ選手権　3位
- 2021年 - ワールドマスターズ　2位
- 2021年 - グランドスラム・アンタルヤ　優勝
- 2021年 - ヨーロッパ選手権　3位
- 2022年 - グランドスラム・テルアビブ　3位
- 2022年 - ヨーロッパオープン・リッチョーネ　優勝
- 2022年 - 世界選手権　3位
- 2022年 - グランドスラム・バクー　優勝
- 2022年 - ワールドマスターズ　3位
- 2023年 - グランドスラム・パリ　3位
- 2023年 - グランドスラム・テルアビブ　優勝
- 2023年 - 世界選手権　3位
- 2023年 - グランドスラム・バクー　3位
- 2023年 - ヨーロッパ選手権 優勝
- 2023年 - グランドスラム・東京　3位
- 2024年 - 世界選手権　優勝
- 2024年 - パリオリンピック　優勝
- 2025年 - ヨーロッパ選手権　2位
- 2025年 - 世界選手権　3位

(出典、JudoInside.com)